# Szadi Beg
Szadi Beg (zm. XV w.) – chan Złotej Ordy w latach 1401–1407.
Był synem Timura Melika. Po śmierci brata Temüra Kutługa został mianowany chanem przez Edygeja. Podczas nieobecności Edygeja Szadi Beg próbował wzmocnić swoją władzę. Edygej po powrocie obalił go i na jego miejsce ustanowił chanem jego brata Pulad Chana. Szadi Beg uciekł na Kaukaz prawdopodobnie do Derbentu, gdzie zmarł. 